# ساوت آو مارکت (سان‌فرانسیسکو)
ساوت آو مارکت (به انگلیسی: South of Market) یک منطقهٔ مسکونی در ایالات متحده آمریکا است که در سان فرانسیسکو واقع شده‌است. ساوت آو مارکت ۱۱٬۴۵۷ نفر جمعیت دارد.